# Burimka (obwód czernihowski)
Burimka (ukr. Бурімка) – wieś na Ukrainie, w obwodzie czernihowskim, w rejonie pryłuckim. W 2001 liczyła 837 mieszkańców, spośród których 811 wskazało jako ojczysty język ukraiński, 25 rosyjski, a 1 mołdawski.